# Irina Zabludina
Irina Alexándrovna Zabludina –en ruso, Ирина Александровна Заблудина– (Kúibyshev, URSS, 24 de febrero de 1987) es una deportista rusa que compitió en judo.
Ganó dos medallas de bronce en el Campeonato Europeo de Judo, en los años 2011 y 2013.
Participó en dos Juegos Olímpicos de Verano, en los años 2012 y Río de Janeiro 2016, ocupando el séptimo lugar en Londres 2012, en la categoría de –57 kg.

## Palmarés internacional
| Campeonato Europeo | Campeonato Europeo | Campeonato Europeo | Campeonato Europeo |
| Año                | Lugar              | Medalla            | Categoría          |
| ------------------ | ------------------ | ------------------ | ------------------ |
| 2011               | Estambul (Turquía) | Medalla de bronce  | –57 kg             |
| 2013               | Budapest (Hungría) | Medalla de bronce  | –57 kg             |